# Фуленбах
Фуленбах (нем. Fulenbach) — коммуна в Швейцарии, в кантоне Золотурн. 
Входит в состав округа Ольтен. Население составляет 1670 человек (на 31 декабря 2007 года). Официальный код — 2575.